# Recikliranje aluminija
Recikliranje aluminija je proces, ki nam omogoča, da odpaden aluminij ponovno uporabimo za izdelavo novih izdelkov. Pri tem procesu preprosto stopimo kovino. Postopek reciklaže je veliko cenejši od postopka pridobivanja aluminija iz rude. Za enako količino aluminija z recikliranjem porabimo kar 95 % manj energije kot za pridobivanje aluminija s pomočjo elektrolize aluminijevega oksida (Al2O3), ki ga moramo najprej izločiti iz boksita (aluminijeve rude) in nato prečistiti z uporabo Bayerjevega procesa. Zaradi naravnih lastnosti je aluminij eden izmed tistih redkih materialov, ki ga lahko »večno recikliramo«. Neštetokrat ga lahko uporabimo brez da bi izgubil na kvaliteti. To je tudi razlog, da je približno 31 % vsega aluminija v ZDA iz recikliranih odpadkov in da je kar 75 % vsega aluminija, ki je bil proizveden od leta 1888, danes še vedno v uporabi.
Recikliranje aluminija ni nov postopek; v splošni uporabi je že od leta 1900 in je bil izdatno kapitaliziran med 2. svetovno vojno. Svoj razmah pa je recikliranje doživelo v 1960. letih, ko se je množično razširila uporaba aluminijastih pločevink za pijačo, Recikliranje je dobilo zasluženo mesto v družbeni zavesti. Med viri za reciklažo aluminija so tako odslužena letala, avtomobili, kolesa, ladje, računalniki, kuhinjski pripomočki, žlebovi, tiri, žice in še mnogo drugih izdelkov, ki za izdelavo potrebujejo močan vendar lahek material ali material z visoko  toplotno prevodnostjo. Ker recikliranje ne poškoduje strukture kovine, lahko aluminij predelamo neštetokrat in ga vedno znova uporabimo za proizvodnjo katerihkoli izdelkov, za katere bi drugače uporabili nov aluminij.

## Prednosti
Recikliranje aluminija je bistveno cenejše v primerjavi s proizvodnjo novega aluminija, tudi, če  upoštevamo vse stroške zbiranja, ločevanja in recikliranja. Na dolgi rok prihranimo tudi na državni ravni, saj z reciklažo zmanjšamo stroške v povezavi z odlagališči, rudniki in mednarodnim prevozom surovega aluminija.  

### Energijski prihranki
Reciklaža aluminija porabi okoli 5% energije, ki je sicer potrebna za proizvodnjo aluminija iz boksita. Za elektrolizo aluminijevega oksida v aluminij potrebujemo veliko električne energije. Poleg tega pri recikliranju  proizvedemo 95% manj toplogrednih plinov, kot pri proizvodnji novega aluminija. Kolikšna je v resnici ta razlika, se jasno vidi, ko aluminij oksidira v termitu.

### Okoljski prihranki
Če energijo neposredno enačimo z ogljikovim dioksidom, lahko rečemo, da recikliran aluminij ustvari le 5 % količine ogljikovega dioksida, ki se ga proizvede pri predelavi surovega materiala. V praksi tega ne moremo zagotovo trditi, saj lahko za proizvodnjo elektrike uporabimo ti. čisto energijo. Uporabimo nefosilna goriva, kot so na primer jedrska, geotermalna, hidroelektrična in sončna energija, s čimer ne onesnažujemo. Proizvodnja aluminija je močno povezana z viri poceni elektrike. Kanada, Brazilija, Norveška in Venezuela pridobijo 61-99% energije iz hidroelektričnega vira in so največji proizvajalci aluminija na svetu. Večinski del aluminija je porabljen, kar pomeni, da že majhen odstotek izgube predstavlja velike stroške. Pretok materiala je zato dobro nadzorovan in preverjan iz finančnih razlogov. Učinkovita proizvodnja in recikliranje imajo tudi na okolje dober vpliv.

## Postopek
Aluminijaste pločevinke za pijačo so reciklirane na naslednji način:
1. Pločevinke najprej ločijo od komunalnih odpadkov, po navadi z uporabo močnega magnetnega ločevalnika, jih razrežejo na majhne kose enakih velikosti, s čimer zmanjšajo prostornino in olajšajo nadaljnje ločevanje, ki ga opravijo stroji.
2. Kose očistijo kemično in mehansko, ter jih zbijejo v velike kvadre, da čim bolj zmanjšajo izgube zaradi oksidacije pri taljenju.[8] Površina aluminija namreč hitro oksidira v aluminijev oksid, ko je izpostavljen kisiku.
3. Kvadre naložijo v peč in jih segrejejo na 750–100 °C, s čimer pridobijo stopljen aluminij.
4. Žlindro, ki se nabere na površini, odstranijo in v aluminiju raztopljen vodik s posebnim postopkom razplinijo. (Tekoči aluminij zlahka loči vodik iz vodnih hlapov in oglikovodikov, ki se lahko znajdejo v zmesi.) Razplinjanje navadno poteka z uporabo klora in dušikovega plina. Kot vir klora se po navadi uporabijo ploščice heksakloroetana. Uporabimo lahko tudi amonijev perklorat, ki pri segrevanju razpade pretežno na klor, vodik in kisik.[9]
5. Na tej stopnji vzamejo vzorce za spektroskopsko analizo. Glede na želene lastnosti končnega izdelka lahko aluminiju dodajo baker, cink, magnezij, silicij, in/ali mangan, s čimer spremenijo staljeno snov v ustrezno zlitino z določenimi tehničnimi lastnostmi. Pet aluminijevih zlitlin, ki jih proizvajajo v največjih količinah, so 6061, 7075, 1100, 6063 in 2024.
6. Na peči je izoblikovan izliv, skozi katerega stopljen aluminij prelijejo in celoten postopek lahko ponovijo z novo serijo. Glede na želen izdelek lahko aluminij vlijejo v kalupe, klade ali palice, ga izoblikujejo v velike plošče za valjanje, zdrobijo v prah, pošljejo v iztiskovalnik ali pa ga prepeljejo v proizvodnji obrat kar v stopljenem stanju za nadaljnjo obdelavo.[10]

## Proizvodnja kalupov
Odpaden aluminij ločijo v paleto različnih kategorij; na primer železov aluminij (ohišja motorja itd), čisti aluminij (aluminijasta platišča)... Tehnične lastnosti vlitka, ki ga potrebujemo, že vnaprej določijo tip odpadne kovine, ki jo bodo uporabili za začetno taljenje. Po navadi z odpadno kovino napolnijo *** peč (drugačne metode so se izkazale za manj ekonomične in/ali nevarne) in jo stalijo, da se izoblikuje ´kopel´. Staljeno kovino testirajo z uporabo spektroskopije na vzorcu, s čimer določijo, katere primesi potrebujejo, da ustvarijo primeren končni odlitek. Po dodatku primesi talino še nekajkrat testirajo, da jo s tem izpopolnijo po določenih standardih.
Ko ustvarijo pravi recept, na peč namestijo lij in kovino po navadi preko stroja za vlivanje vlijejo v kalupe. Talina se nato v miru ohladi, potem pa jo naložijo in prodajo v obliki vlitega silikonsko aluminijevega kalupa različnim podjetjem za ponovno uporabo.

## Količina recikliranja
Brazilija je leta 2001 zabeležila 85 % delež recikliranja, kar pomeni 10,5 miljard pločevnik za pijačo. V Braziliji je reciklaža pločevink velikega pomena saj je bilo leta 2001 v postopek reciklaže le-teh vključenih 15 milijonov ljudi, ki so dosegli ponovno uporabo kar 85% aluminija. To je Brazilijo postavilo na prvo mesto nad drugouvrščeno Japonsko z 82,5-% deležem predelave. Sedaj je Brazilija na prvem mestu lestvice o količini predelave aluminijastih pločevink že 8 let zapored z neverjetnim deležem, ki se vedno giblje okoli 90 %.
Združene države Amerike so v letu 2001 z recikliranjem odpadnega materiala pridobile 2,982 milijonov ton aluminija, s čimer so presegle količino na novo pridobljenega aluminija. Tega leta je količina s strani ZDA recikliranih aluminijastih pločevink predstavljala 55,4 % celotne produkcije s 755.000 ton recikliranega aluminija.

## Sekundarna reciklacija aluminija
Bela žlindra, ki nastane pri prvotni proizvodnji aluminija in pri postopku reciklaže, še vedno vsebuje uporabne količine aluminija, ki jih lahko industrijsko izločimo. S tem postopkom proizvedemo aluminijeve klade, ostane pa tudi zapletena mešanica odpadnega materiala. S temi odpadki je težko upravljati. Hitro reagirajo z vodo, pri čemer se sprosti mešanica plinov, (med njimi vodik, etin, acetilen, amonijak...), ki se lahko samodejno vžge pri stiku z zrakom. Stik z vlažnim zrakom povzroči, da se sprostijo obilne količine amonijaka. Vendar se kljub tem težavam odpaden material, ki nastane pri reciklaži, lahko uporablja in sicer kot polnilo za asfalt in beton.

## Povezave
- Secondary Aluminum Smelters of the World Arhivirano 2010-06-20 na Wayback Machine. - seznam podjetij, ki se ukvarjajo s proizvodnjo sekundarnega aluminija